# Émile Baudot
Jean-Maurice-Émile Baudot (11 de setembro de 1845 - 28 março de 1903), engenheiro de telégrafos francês e inventor do primeiro meio de comunicação digital código Baudot, foi um dos pioneiros das telecomunicações. Ele inventou um sistema de telegrafia de impressão multiplexado que usou o seu código e permitiu  transmissões múltiplas em uma única linha.

## Início da vida
Baudot nasceu em Magneux, Haute-Marne, França, o filho do fazendeiro Pierre Emile Baudot, que mais tarde se tornou prefeito de Magneux. Sua educação formal foi na escola primária local, após o que ele realizou trabalho agrícola na fazenda de seu pai antes de ingressar na French Post & Telegraph Administration (correios e telégrafos franceses) como um operador aprendiz em 1869.
O serviço telegráfico o treinou no telégrafo Morse e também o enviou em um curso de quatro meses de instrução sobre o sistema de telegrafia de impressão Hughes, que mais tarde viria a inspirar o seu próprio sistema.
Depois de servir brevemente durante a Guerra Franco-Prussiana, ele voltou à vida civil em Paris durante o ano de 1872.

## Telegrafia
O serviço telegráfico incentivou Baudot a desenvolver durante o seu tempo próprio um sistema múltiplo de Hughes para multiplexação por divisão de tempo  de várias mensagens telegráficas. Ele percebeu que para a maioria dos telégrafos de impressão do período, a linha estava ociosa durante a maior parte do tempo, exceto por breves intervalos, quando um carácter era transmitido. Baudot concebeu uma das primeiras aplicações de multiplexação por divisão de tempo em telegrafia. Usando comutadores sincronizados por relógio nas extremidades transmissoras e receptoras, ele era capaz de transmitir cinco mensagens simultaneamente; o sistema foi adotado oficialmente pelos correios e telégrafos franceses cinco anos depois.
Baudot inventou o código telegráfico durante 1870 e patenteou-o em 1874. Era um código de 5 bits, com intervalos ligado-desligado iguais, o que permitia a transmissão por telégrafo do alfabeto romano, pontuação e sinais de controle. Em 1874 ou 1875 (as várias fontes dão ambas as datas), ele também aperfeiçoou o equipamento eletromecânico para transmitir o seu código. Suas invenções foram baseados no mecanismo de impressão a partir do instrumento de Hughes, um distribuidor inventado por Bernard Meyer durante 1871, e o código de cinco unidades elaborado por Carl Friedrich Gauss e Wilhelm Weber. Baudot combinou estes, juntamente com ideias originais de sua autoria, para produzir um sistema multiplexado completo.

## Sistema Baudot
Em 17 de junho de 1874, Baudot patenteou seu primeiro telégrafo com impressão (patente nr. 103 898 "Système de télégraphie rapide"), em que os sinais foram convertidos automaticamente em caracteres tipográficos. A máquina de Baudot tinha três partes principais: o teclado, o distribuidor, e uma fita de papel.
O elemento principal do sistema de Baudot era o distribuidor no qual um contato rotativo fazia breve contato com uma série de setores. Cinco contatos foram usados para enviar um grupo de sinais que compunham um único caractere para a transmissão. O distribuidor foi impulsionado pelos pesos em queda ou um motor elétrico. Sinais de correção eram transmitidos para manter ambas as extremidades em sincronização.
Cada operador - havia até quatro - era atribuído a um único setor. O teclado tinha apenas cinco teclas do tipo piano, operados com dois dedos da mão esquerda e três dedos da mão direita. O código de cinco unidades foi projetado para ser fácil de lembrar. Uma vez que as teclas haviam sido pressionadas elas eram bloqueadas até os contatos novamente passarem pelo setor conectado ao teclado particular, quando o teclado era desbloqueado ficando pronto para o próximo caractere ser digitado, com um clique audível(conhecido como o "sinal de cadência" ) para avisar o operador. Os operadores tinham de manter um ritmo constante, e a velocidade usual de operação era de 30 palavras por minuto.
O receptor era conectado também ao distribuidor. Os sinais da linha telegráfica eram temporariamente armazenados em um conjunto de cinco eletroímãs, antes de ser decodificados para imprimir o caractere correspondente na fita de papel.
Uma operação precisa deste sistema dependia do distribuidor no final de transmissão mantendo em sincronização com o outro no fim da recepção e operadores enviando caracteres apenas quando os contatos passassem em seu setor alocado. Isto poderia ser conseguido com uma velocidade de 30 ppm observando-se rigorosamente a "cadência" do ritmo do sistema quando o distribuidor dava ao operador o uso da linha.

## Primeiro uso
O sistema de Baudot foi aceito pela administração de telégrafos francesa durante 1875, com os primeiros testes on-line do seu sistema ocorrendo entre Paris e Bordéus, em 12 de novembro de 1877. No final de 1877, a linha Paris-Roma, que estava distante 1 700 km (1 100 milhas), começou a operar um duplex Baudot.
O aparelho Baudot foi mostrado em Paris na Exposição Universal de 1878 e ele ganhou medalha de ouro na Exposição, bem como trouxe o seu sistema para o conhecimento mundial.

## Carreira posterior
Após o primeiro sucesso de seu sistema, Baudot foi promovido a Controller durante 1880, e foi nomeado inspector-engenheiro, durante 1882.
Em julho de 1887, ele realizou testes bem sucedidos no cabo da Atlantic telegraph, entre a Weston-Super-Mare e Waterville, Nova Escócia operados pela Commercial Company.
Em 8 de agosto de 1890 ele estabeleceu a comunicação entre Paris, Vannes e Lorient por um único fio. Em 3 de janeiro de 1894, ele instalou um aparelho triplex no telégrafo entre Paris e Bordéus, que anteriormente tinha sido operado com alguma dificuldade no sistema de telégrafo Hughes. Em 27 de abril de 1894, ele estabeleceu as comunicações entre a Bolsa de Paris e a Bolsa de Milão, mais uma vez ao longo de um único fio, usando sua nova invenção, o retransmissor. O Post Office britânico adotou o sistema Baudot durante 1897 para um circuito simples entre Londres e Paris.
Durante 1897, o sistema de Baudot foi melhorado, passando para a fita perfurada, que foi preparada offline como a fita Morse utilizada com os sistemas de  Wheatstone e Creed. Um leitor de fitas, controlado pelo distribuidor Baudot, em seguida, substituído pelo teclado manual. A fita tinha cinco linhas de furos para conter o código, com uma sexta fileira de furos menores para o transporte da fita através do mecanismo leitor. O código de Baudot foi mais tarde padronizado como Alfabeto Telegráfico Internacional Número Um.
Baudot recebeu pouca ajuda da French Post & Telegraph Administration para o seu sistema, e muitas vezes teve que financiar sua própria pesquisa, mesmo tendo que vender a medalha de ouro concedida em 1880 pela 1878 Exposition Universelle.
O sistema telegráfico Baudot foi utilizado progressivamente na França, e depois foi adotado em outros países, a Itália sendo o primeiro a apresentá-lo, em seu serviço para o interior, durante 1887. A Holanda seguiu em 1895, a Suíça, em 1896, e a Áustria e o Brasil em 1897. Os Correios britânicos adotaram para um circuito simples entre Londres e Paris, durante 1897, em seguida, usou-o para fins mais gerais a partir de 1898. Durante 1900 foi adotado pela Alemanha, pela Rússia em 1904, o British West Indies em 1905, Espanha em 1906, Bélgica em 1909, Argentina em 1912, e na Roménia em 1913.

## Últimos anos
Baudot casou-se com Marie Josephine Langrognet Adelaide em 15 de janeiro de 1890. Ela morreu apenas três meses depois, em 9 de abril de 1890.
Logo depois de começar a trabalhar no serviço de telégrafo, Baudot começou a sofrer um desconforto físico e se ausentava do trabalho por este motivo, por até um mês em uma certa ocasião. Sua condição o afetou para o resto de sua vida, até que ele morreu em 28 de março de 1903, em Sceaux, Hauts-de-Seine, perto de Paris, na idade de 57 anos.

## O processo de patente de Mimault
Durante 1874, o telegrafista francês Louis Victor Mimault patenteou um sistema de telégrafo usando cinco linhas separadas para transmitir. Depois de ter sua patente rejeitada pela Telegraph Administration, Mimault modificou seu dispositivo para incorporar características do telégrafo de Meyer e obteve uma nova patente que também foi rejeitada. Nesse meio tempo, Baudot havia patenteado o protótipo do telégrafo algumas semanas antes.
Mimault reivindicou prioridade sobre a invenção de Baudot e entrou com um processo de patente contra ele durante 1877. O Tribunal Civil de la Seine, que analisou o depoimento de três especialistas não ligados com a Telegraph Administration, se posicionou em favor de Mimault e concedeu-lhe prioridade da invenção do código Baudot e determinou que as patentes Baudot eram simplesmente melhorias da de Mimault. Nem um dos dois inventores ficaram satisfeitos com este acórdão, o que acabou por ser anulado com Mimault sendo condenado a pagar todos os custos legais.
Mimault ficou nervoso por causa da decisão, e depois de um incidente em que ele atirou e feriu dois estudantes da École Polytechnique (acusações que foram lançadas contra ele), ele exigiu um ato especial para prolongar a duração de suas patentes, 100 mil francos, e a eleição para a Légion d'honneur. Uma comissão dirigida por Jules Raynaud (chefe de pesquisa do telégrafo) rejeitou suas exigências. Ao ouvir a decisão, Mimault baleou e matou Raynaud, e foi condenado a 10 anos de trabalho forçados e 20 anos de exílio.

## Honras
- 1881 - Diplomade honra da the International Electrical Exposition.
- 1882 - Medalha de ouro da  Société d'Encouragement pour l'Industrie Nationale (SEIN)
- 1889 - Medalha Ampere da SEIN
- 1878 - Cavaleiro da Legião de Honra
- 1882 - Cavaleiro da Ordem de Leopoldo
- 1884 - Cavaleiro da Ordem de Francisco José
- 1891 - Cruz da Ordem da Coroa da Itália
- 1898 - Promovido a Oficial da Legião de Honra
- 1900 - Cavaleiro da Ordem dos Santos Maurício e Lázaro (Itália)
- 1901 - Cavaleiro da Ordem da Coroa da Itália
- Uma rua em Paris 17th Arrondissement foi nomeada Baudot.